# Phare de Schleimünde
Le phare de Schleimünde (en allemand : Leuchtturm Schleimünde) est un phare actif situé en bout de la péninsule de Schleimünde, près de Maasholm dans l'Arrondissement de Schleswig-Flensbourg (Schleswig-Holstein), en Allemagne.
Il est géré par la WSV de Lübeck .

## Histoire
Les autorités danoises avaient établi, dès 1842, des brise-lames pour stabiliser l'estuaire de la Schlei et les autorités allemandes y ont établi un phare en 1871 juste après que la région soit revenue sous son contrôle.
L'actuel phare de Schleimünde  a été mis en service pour guider les bateaux vers le petit port. La plus grande partie de la péninsule fait maintenant partie de la réserve naturelle de Schleimünde (de).

## Description
Le phare , est une tour cylindrique en maçonnerie de 14,3 m de haut, avec une galerie et une lanterne circulaire. La tour est peinte en blanc avec une bande verte centrale, et la lanterne est totalement verte. Son feu à occultations émet, à une hauteur focale de 14,8 m, trois longs éclats blancs et rouges, selon direction, de 2 secondes par période de 20 secondes.
Sa portée est de 14 milles nautiques (environ 26 km) pour le feu blanc, 6 milles nautiques (environ 11 km) pour le rouge. Il est équipé d'une corne de brume émettant par période de 30 secondes les lettres SN en Code Morse international.
Identifiant : ARLHS : FED-217 - Amirauté : C1186 - NGA : 3000 .

## Caractéristiques dufeu maritime
Fréquence : 20 secondes (WR)
- Lumière : 2 secondes
- Obscurité : 3 secondes
- Lumière : 2 secondes
- Obscurité : 3 secondes
- Lumière : 2 secondes
- Obscurité : 8 secondes

|          |
| Le phare |

|          |
| La jetée |

### Lien connexe
- Liste des phares en Allemagne